# Gordon B. Frost
Gordon Bennett Frost (1881. október 29. – 1933. május 29.) amerikai amerikaifutball-játékos és -edző.
1902-ben a Dartmouth Főiskolára járt, ahol amerikai futballozott. 1907-ben az Oregon Webfoots, 1905–1906-ban a Seattle-i Középiskola, 1903–1904-ben pedig az Alfred Saxons edzője volt.

## Eredményei vezetőedzőként
| Év                          | Eredmény                  |
| Alfred Saxons (Független)   | Alfred Saxons (Független) |
| --------------------------- | ------------------------- |
| 1903                        | 4–4                       |
| 1904                        | 0–3–1                     |
| Alfred:                     | 4–7–1                     |
| Oregon Webfoots (Független) |                           |
| 1907                        | 5–1                       |
| Oregon:                     | 5–1                       |
| Összesen:                   | 9–8–1                     |

## Fordítás
- Ez a szócikk részben vagy egészben  a   Gordon B. Frost című angol Wikipédia-szócikk ezen változatának fordításán alapul.  Az eredeti cikk szerkesztőit annak laptörténete sorolja fel. Ez a jelzés csupán a megfogalmazás eredetét és a szerzői jogokat jelzi, nem szolgál a cikkben szereplő információk forrásmegjelöléseként.